# Hens van Lubeck
Hens van Lubeck (Brunssum, 2 maart 1921 – aldaar, 3 juni 1992) was een Nederlands voetbaltrainer en voetballer. Als voetballer kwam hij vanaf 1934 zijn gehele loopbaan uit voor Limburgia, waarmee hij in 1950 landskampioen werd. De eerste jaren was hij verdediger, later in verband met tactiek midvoor. In januari 1951 stopte hij met zijn actieve spelerscarrière om aan de slag te gaan als voetbaltrainer. Hij was twee seizoenen hoofdtrainer van Limburgia.

## Erelijst
Limburgia
| Nationaal     |    |         |
| Landskampioen | 1x | 1949/50 |

## Persoonlijk
Hij was zoon van Anna Maria Kotterheidt en mijnwerker Cornelius van Lübeck (de umlaut verdween uit de naam). Broer Nelis van Lubeck voetbalde ook bij Limburgia. Hijzelf was getrouwd met Gerda de Bruijn (1924-2013). Beiden werden begraven te Kerkhof Rumpen, Brunssum. 